# Голузинець Ольга Федорівна
Голузине́ць О́льга Фе́дорівна (Фулитка) (родилася с.Вербяж, Закарпаття -) — українська дитяча поетеса і громадський діяч, автор трьох збірок поезії для дітей.

## Життєпис
Ольга Голузинець народилася у селі Верб'яж Воловецького району на Закарпатті. Закінчивши навчання у Верб'язькій восьмирічній школі, професійну педагогічну освіту здобула у Мукачівському педагогічному училищі, вищу — у Рівненському педагогічному інституті — факультет педагогіки та дошкільної психології.
Свій трудовий стаж Ольга Федорівна розпочала в м. Кривий Ріг. Пізніше працювала в дошкільних закладах Красноярського краю. У місті Червонограді Ольга Голузинець проживає з 1979 р.
Тридцять років працювала вихователькою і завідувачкою ДНЗ «Джерельце». На даний час Ольга Голузинець працює в Червоноградському територіальному центрі, організовує роботу клубу «Надвечір'я».

## Творчість
Перші вірші почала друкувати з 2003 у періодичних виданнях «Новини Прибужжя», «Гірник», альманахах «Третій горизонт», «Ліхтарик», «Соколиний край».
Ольга Федорівна — автор збірок поезій для дітей:
- Голузинець, О. Вишиванка для Іванка [Текст]: вірші / Ольга Голузинець. — Львів: Плай, 2009. — 31 с.
- Голузинець, О. Прокладу, мов кладочку, до дітей загадочку [Текст]: загадки / Ольга Голузинець. — Львів: Плай, 2009. — 27 с.
- Голузинець, О. У кожної пори краса для дітвори [Текст]: вірші / Ольга Голузинець. — Львів: Плай, 2010. — 18 с.

## Громадська діяльність
- голова літературного об'єднання «Третій горизонт» (з вересня 2010)[1]
- член всеукраїнського об'єднання «Письменники Бойківщини» (з 2010).
- член Асоціації українських письменників.